# 英厄拉·埃里克松
英厄拉·埃里克松（瑞典語：Ingela Ericsson，1968年9月27日—），瑞典女子皮划艇运动员。她曾代表瑞典参加1996年和2000年夏季奥林匹克运动会皮划艇比赛，其中1996年奥运会获得一枚铜牌。